# Astar Air Cargo
ASTAR Air Cargo fue una aerolínea de carga americana con sede en Miami, Florida, EE. UU.. Operaba vuelos de carga chárter de un modo regular a 34 aeropuertos de Estados Unidos y nueve aeropuertos internacionales a través de DHL, así como servicios de carga chárter independientes a diversos destinos del mundo. Proporcionaba servicios de carga a seis destinos domésticos y externos del Departamento de Defensa de Estados Unidos. Su base de operaciones principal estaba en Aeropuerto Internacional de Cincinnati Northern Kentucky en Hebron, con bases secundarias en el Aeropuerto Internacional de Miami y el Aeropuerto Internacional de Los Ángeles.

## Historia
La aerolínea fue fundada y comenzó a operar en 1969. Fue fundada como DHL Worldwide Express por Adrian Dalsey, Larry Hillblom y Robert Lynn para ofrecer servicios directos entre Hawái y San Francisco. Fue rebautizada como DHL Airways en 1983 y creció rápidamente, iniciando servicios a Filipinas, Japón, Hong Kong, Singapur y Australia, creando una nueva industria de servicio exprés puerta a puerta en el océano Pacífico y más tarde a todo el mundo. Lufthansa y Japan Airlines adquirieron cada una un 5% de acciones, incrementándose al 25% cada una en 1992. Deutsche Post adquirió un 22,5% de las acciones en 1998, que gradualmente se incrementó hasta el 100% en 2001-2002. La aerolínea se escindió de DHL y la mayoría del accionariado fue vendido a un inversor privado con el fin de adecuarse a las leyes federales de propiedad extranjera.
En julio de 2003, un grupo de inversión estadounidense liderado por John Dasburg (ahora director y consejero delegado de la aerolínea), completó la transacción de compra con fondos procedentes de Boeing Capital y posteriormente cambió el nombre a ASTAR Air Cargo el 30 de junio de 2003. Sus dos principales clientes continuaron siendo DHL Worldwide Express y la USAF. En 2007 DHL Express compró un 49,5% de las acciones sin derecho a voto y un 24,5% de las acciones con derecho a voto añadiendo un miembro al consejo directivo de ASTAR Air Cargo. 
ASTAR es actualmente propiedad de John Dasburg, Richard Blum y Michael Klein. 
El 28 de mayo de 2008, DHL anunció sus planes de terminar todos sus acuerdos comerciales con ASTAR transfiriendo su negocio de transporte aéreo a su competidora UPS. En mayo de 2009 DHL concluyó sus planes de externalizar a UPS y ASTAR continuó operando fuera de la instalación de DHL en Cincinnati.
La compañía decidió suspender sus operaciones de carga cuando concluyó sus actividades con DHL, su mayor cliente, el 1 de junio de 2012. Todos los aviones activos quedaron almacenados.

## Destinos
ASTAR Air Cargo operaba a los siguientes destinos hasta que suspendió sus operaciones el 1 de junio de 2012:
- Canadá
  - Hamilton (Aeropuerto Internacional de Hamilton John C. Munro)
- México
  - Ciudad de México (Aeropuerto Internacional de la Ciudad de México)
  - Guadalajara (Aeropuerto Internacional de Guadalajara)
- Estados Unidos
  - Atlanta (Georgia) (Aeropuerto Internacional de Atlanta Hartsfield-Jackson)
  - Boston (Massachusetts) (Aeropuerto Internacional Logan)
  - Cincinnati (Ohio) (Aeropuerto Internacional de Cincinnati/Northern Kentucky)
  - Denver (Colorado) (Aeropuerto Internacional de Denver)
  - Greensboro (Carolina del Norte) (Aeropuerto Internacional Piedmont Triad)
  - Houston (Texas) (Aeropuerto Intercontinental George Bush)
  - Harlingen (Texas) (Aeropuerto Internacional Valley)
  - Memphis (Tennessee) (Aeropuerto Internacional de Memphis)
  - Miami (Florida) (Aeropuerto Internacional de Miami)
  - Mineápolis y St. Paul (Minnesota) (Aeropuerto Internacional de Mineápolis-Saint Paul)
  - Nashville (Tennessee) (Aeropuerto Internacional de Nashville)
  - Newark (Nueva Jersey) (Aeropuerto Internacional Libertad de Newark)
  - Orlando (Florida) (Aeropuerto Internacional de Orlando)
  - Saint Louis (Misuri) (Aeropuerto Internacional Lambert St. Louis)
  - Salt Lake City (Utah) (Aeropuerto Internacional de Salt Lake City)
  - Toledo (Ohio) (Aeropuerto de Toledo Express)

## Flota
La flota de ASTAR Air Cargo se compone de las siguientes aeronaves:
8 - McDonnell Douglas DC-8